# Сант'Агата ди Пуља
Сант'Агата ди Пуља (итал. Sant'Agata di Puglia) је насеље у Италији у округу Фођа, региону Апулија.
Према процени из 2011. у насељу је живело 1769 становника. Насеље се налази на надморској висини од 759 м.

## Становништво
Према резултатима пописа становништва 2011. у општини је живело 2.096 становника.
| 1931. | 1936. | 1951. | 1961. | 1971. | 1981. | 1991. | 2001. | 2011. |
| ----- | ----- | ----- | ----- | ----- | ----- | ----- | ----- | ----- |
| 6.579 | 7.006 | 7.313 | 6.049 | 4.845 | 3.775 | 3.049 | 2.321 | 2.096 |